# Liam Bridcutt
Liam Robert Bridcutt (* 8. Mai 1989 in Reading) ist ein schottischer Fußballspieler, der seit 2020 beim englischen Drittligisten Lincoln City unter Vertrag steht. Zudem bestritt er bisher zwei Länderspiele für die schottische Fußballnationalmannschaft.

## Karriere

### Erste Stationen
Der in Reading geborene Liam Bridcutt durchlief die Jugendakademie des FC Chelsea, ehe er im Sommer 2007 seinen ersten Profivertrag unterschrieb. Seinen ersten Einsatz im Profibereich bestritt er am 9. Februar 2008 auf Leihbasis für den Drittligisten Yeovil Town bei einer 0:2-Niederlage beim FC Walsall. In der Football League Championship 2008/09 absolvierte er sechs Ligaspiele auf Leihbasis für den FC Watford. In der Saison 2009/10 folgten 15 Ligaeinsätze als Leihspieler beim Drittligisten Stockport County.

### Brighton & Hove Albion
Am 28. August 2010 wechselte der ablösefreie 21-jährige Bridcutt zum Drittligisten Brighton & Hove Albion. Für seine neue Mannschaft erzielte er zwei Treffer in 37 Spielen der Football League One 2010/11 und gewann mit Brighton den Meistertitel der dritten Liga. Auch in der Football League Championship 2011/12 agierte Bridcutt als Stammspieler im Mittelfeld seines Teams und verpasste lediglich drei Ligaspiele. 2012/13 zog der Verein als Tabellenvierter in die Play-offs ein, scheiterte dort jedoch vorzeitig mit 0:0 und 0:2 am späteren Aufsteiger Crystal Palace.

### AFC Sunderland und Leeds United
Am 31. Januar 2014 unterschrieb Liam Bridcutt einen Dreieinhalbjahresvertrag beim Erstligisten AFC Sunderland und verließ damit Brighton nach dreieinhalb erfolgreichen Jahren. Bis zum Saisonende der Premier League 2013/14 absolvierte er zwölf Partien für den von seinem Ex-Trainer aus Brighton Gus Poyet trainierten Verein. 2014/15 steigerte er seine Einsätze auf 18 Partien. Nachdem er unter den Nachfolgern des im März 2015 entlassenen Poyet, Dick Advocaat sowie Sam Allardyce keine Berücksichtigung fand, wechselte Liam Bridcutt am 26. November 2015 auf Leihbasis zu Leeds United. Für sein neues Team absolvierte er bis zum Saisonende der Football League Championship 2015/16 24 Ligaspiele für den Tabellendreizehnten.
Mitte August 2016 gab der Zweitligist die Verpflichtung von Bridcutt auf fester Vertragsbasis bekannt und stattete ihn mit einem Zweijahresvertrag aus. Der zwischenzeitlich zum Mannschaftskapitän ernannte defensive Mittelfeldspieler brach sich Mitte September 2016 den Fuß und musste in der Folge drei Monate pausieren, ehe er am 13. Dezember 2016 sein Comeback in der EFL Championship 2016/17 gab und bis zum Ende der Spielzeit auf 25 Ligaeinsätze kam. Das von Garry Monk trainierte Team verbrachte einen großen Teil der Saison auf einem Play-off-Platz, verpasste letztendlich als Tabellensiebter jedoch den Einzug in die Aufstiegsrunde.

### Nottingham Forest und Lincoln City
Am 22. August 2017 wechselte Bridcutt zum Ligakonkurrenten Nottingham Forest und unterschrieb einen bis 2020 gültigen Vertrag. Nachdem sein auslaufender Vertrag nicht verlängert worden war, unterschrieb der 31-Jährige einen Vertrag beim Drittligisten Lincoln City, für den er zuvor bereits auf Leihbasis aktiv gewesen war.

### Nationalmannschaft
Am 19. März 2013 wurde Liam Bridcutt erstmals in den Kader der schottischen Nationalmannschaft berufen. Für diese ist er spielberechtigt, da sein Großvater aus Edinburgh stammte. Eine Woche später bestritt er bei einer 0:2-Niederlage in Novi Sad gegen die serbische Nationalmannschaft sein Debüt in der Qualifikation für die Weltmeisterschaft 2014.